# فرودگاه سولت ماریه
فرودگاه سولت ماریه (به انگلیسی: Sault Ste. Marie Airport) یک فرودگاه همگانی باربری با کد یاتا YAM است که یک باند فرود آسفالت دارد و طول باند آن ۱٬۸۲۶ متر است. این فرودگاه در کشور کانادا قرار دارد و در ارتفاع ۱۹۲ متری از سطح دریا واقع شده است.

## شرکت‌های هواپیمایی و مقصدهای پروازی
| شرکت‌های هواپیمایی  | مقصدهای پروازی                            |
| ------------------ | ----------------------------------------- |
| Air Canada Express | پیرسون تورنتو                             |
| Air Transat        | فصلی: پونتا کانا (آغاز از ۲۲ دسامبر ۲۰۱۷) |
| بیرسکین ایرلاینز   | سودبری، تاندر بی                          |
| پورتر ایرلاینز     | شهری بیلی بیشاپ تورنتو                    |
| سان‌وینگ ایرلاینز   | فصلی: سنگستر                              |

### Cargo airlines
| شرکت‌های هواپیمایی                             | مقصدهای پروازی              |
| --------------------------------------------- | --------------------------- |
| فدکس اکسپرس اجرا توسط Morningstar Air Express | سودبری، پیرسون تورنتو       |
| اسکای‌لینک اکسپرس                              | سودبری، جان سی. منرو همیلتن |